# 沢木ルカ
沢木 ルカ（さわき ルカ、1997年11月23日 - ）は、日本の元女優である。
兵庫県神戸市出身。スウィートパワーに所属していた。

## 略歴
- 小学3年生の夏の時、祖母と姉と一緒にスーパーへ買い物に出かけていたところを現在の事務所にスカウトされた。始めは乗り気ではなかったが、母と祖母から薦められて、芸能界入り[2]。
- デビュー時は、実家のある兵庫県から東京都へと新幹線で通っていたが、2008年春から正式上京。同年3月8日にフジテレビで放送された濵田雅功主演のスペシャルドラマ『夢の見つけ方教えたる!』で、クラス中からいじめられる少女・結城とし子役を演じる。
- 2008年7月6日から9月7日まで放送の竹野内豊と菅野美穂主演によるTBSの日曜劇場『Tomorrow〜陽はまたのぼる〜』でぜんそくで入院中の少女・マコト役に抜擢され、連続ドラマ初レギュラー。プロデューサーの伊與田英徳は、「起用理由は目の強さ。ボーイッシュな中にドキッとする色気もある」とコメントしている[3]。なお同年7月25日から9月5日まで放送のテレビ朝日の金曜ナイトドラマ『打撃天使ルリ』にも“打撃人類”に目覚めた菊川怜扮するヒロイン・ルリをクールに見守る元打撃人類の謎めいた少女・片桐唯役で出演していて、レギュラー掛け持ちとなった。
- 持ち前のボーイッシュなルックスを買われ、2008年12月にドラマと映画が同時期放送・公開された『赤い糸』では溝端淳平演じる西野敦史の幼少期役、2009年5月1日公開の映画『劇場版 超・仮面ライダー電王&ディケイド NEOジェネレーションズ 鬼ヶ島の戦艦』では実質的主役のユウ役と、少年役に連続起用された。これについて当人は、「普段の性格は男の子っぽいと言われるし、スカートとかも苦手だったりするので、女の子役よりも男の子役の方が全然やりやすいです」と語っている[2]。
- 2010年2月23日から、アメーバにて公式ブログを開始。同年5月15日公開の元プロ野球選手・新庄剛志がエグゼクティブプロデューサーをつとめる、リトルリーグを題材にした映画『僕たちのプレイボール』のヒロイン・沙希役に抜擢される。
- 『プリンセス・トヨトミ』では、物語の鍵を握る中学生・橋場茶子役に2,000人の中から公開オーディションで選ばれた。
- 『HOME 愛しの座敷わらし』（2012年）を最後に芸能活動を休止。その後、2023年時点でも活動を再開していないことから事実上の引退状態となっている。

## 人物
- 三姉妹の末っ子である。
- 趣味は、ゲームとなっていたが、中学進学後は「動物とふれあうこと」となっている。特技はサッカー、野球。また放課後には木登りしたり、屋根に登って遊んでいたとのこと[4]。中学進学後は、部活動で剣道をやっている。
- 将来の目標は、『バイオハザード』のミラ・ジョヴォヴィッチみたいにアクションも出来る女優。身体を動かすのが好き。「でも、体育は、あまり得意じゃなくて。跳び箱も4段くらいまでしか飛べない（笑）」[5]。
- 永井杏とWヒロインをつとめたラジオドラマ『よしこちゃんの涙の音』は故郷・兵庫が舞台ということもあって、流暢かつ自然体な関西弁セリフを披露。
- 芸名と特技はさることながら、外見もボーイッシュ。上京後の転校先では「男か女か分からない子が来た」と教室の窓から覗き込む生徒達が出て来るほどだった[3]。
- 同じ事務所の宮武美桜・宮武祭姉妹とは仲が良く、祭からは「ルカ姉ちゃん」と呼ばれている。

## 出演作品

### テレビドラマ
- 菊次郎とさき 2、8、11話（2007年7月5日 - 9月3日、テレビ朝日）武のクラスメイトの一人 役
- 先生道 #8「恋する先生」（2007年7月21日、BS-i ）初主演・104 役
- 金曜プレステージ「花いくさ〜京都祇園伝説の芸妓・岩崎峰子〜」（2007年11月23日、フジテレビ）岩崎峰子（幼少期） 役
- 土曜プレミアム「熱血教師SP第1夜 夢の見つけ方教えたる!」（2008年3月8日、フジテレビ）結城とし子 役
- 日曜劇場「Tomorrow〜陽はまたのぼる〜」（2008年7月6日 - 9月7日、TBS）池田マコト 役
- 金曜ナイトドラマ「打撃天使ルリ」（2008年7月25日 - 9月5日、テレビ朝日）片桐唯 役
- イノセント・ラヴ（2008年10月20日 - 12月22日、フジテレビ）秋山佳音（幼少期） 役
- TSC東京ガール（2008年10月26日 - 、BS-i）カオル 役
- 赤い糸（2008年12月6日 - 2009年2月28日、フジテレビ）西野敦史（幼少期） 役
- わたしが子どもだったころ「衣装デザイナー・ワダエミ」（2009年1月14日、NHK BS-h）ワダエミ（幼少期） 役
- 上野樹里と5つの鞄 第3話「となりのとなりのあきら」（2009年9月17日、WOWOW）あきら 役
- 日曜劇場「新参者」（2010年4月18日 - 6月20日、TBS）- 奈々 役
- 金曜ナイトドラマ「13歳のハローワーク」（2012年1月13日 - 3月9日、テレビ朝日） - 仁科佳奈 役

### ラジオドラマ
- よしこちゃんの涙の音（2008年4月26日、NHK-FM）よしこ 役

### ネットドラマ
- TSC東京ガール（2008年9月30日配信）カオル 役
- 白百合兄弟のハンサムな食卓（2009年11月6日配信）辻井翔子 役

### 映画
- 茶々 天涯の貴妃（2007年12月22日、東映）
- 緑川の底（2008年5月24日、東京藝術大学）トキコ 役
- 闘茶〜Tea Fight〜（2008年7月12日、ムービーアイ）八木美希子（幼少期） 役
- 春琴抄（2008年9月27日、ビデオプランニング）里内テル 役
- しあわせのかおり（2008年10月11日、東映）山下貴子（幼少期） 役
- 赤い糸（2008年12月20日、松竹）西野敦史（幼少期） 役
- 劇場版 超・仮面ライダー電王&ディケイド NEOジェネレーションズ 鬼ヶ島の戦艦（2009年5月1日、東映）主人公・ユウ/ Dユウ  役
- 僕たちのプレイボール（2010年5月15日、ゴー・シネマ）岡島沙希 役
- プリンセス・トヨトミ（2011年5月28日、東宝）橋場茶子 役
- HOME 愛しの座敷わらし（2012年4月28日、東映）菊池桂 役

### 舞台
- エブリ リトル シング'09（2009年8月10日 - 16日、銀河劇場）

### その他
- Kiba Stock Presents PEACE!（2010年3月27日 - 5月8日、レインボーFM）

## 雑誌
- ピュアピュア Vol.43（2007年、タツミムック）
- 月刊Audition（2009年5月号、白夜書房）
- 特撮ニュータイプ（2009年5月号、角川書店）
- ザテレビジョン（2009年5月8日号 角川書店）
- B.L.T.（2010年6月号、東京ニュース通信社）
- 月刊Audition（2010年6月号、白夜書房）

## 書籍
- 女優美学II（2011年7月7日、アクセス・パプリッシング）